# GNU Compiler Collection
Pour les articles homonymes, voir GCC.
 (décembre 2023).
GNU Compiler Collection, abrégé en GCC, est un ensemble de compilateurs créés par le projet GNU. GCC est un logiciel libre capable de compiler divers langages de programmation, dont C, C++, Objective-C, Java, Ada, Fortran et Go.
GCC est utilisé pour le développement de la plupart des logiciels libres. Le noyau Linux dépend notamment étroitement des fonctionnalités de GCC.

## Présentation
GCC a été conçu pour remplacer le compilateur C fourni en standard sur le système d'exploitation Unix, qui s'appelle CC. GCC signifiait à l'origine GNU C Compiler, soit le « compilateur C de GNU ». Comme GCC est très extensible, la prise en charge de nombreux autres langages a été ajoutée et le nom officiel a été changé en GNU Compiler Collection.
En pratique, l'abréviation GCC est utilisée pour nommer trois entités légèrement différentes :
1. la collection complète de compilateurs (le « projet GCC ») ;
2. la partie commune à tous les compilateurs (« GCC ») ;
3. le compilateur C lui-même (le frontend « gcc », écrit en minuscule).

Pour faire référence précisément aux compilateurs de chaque langage, on parle de :
- gcc pour C ;
- G++ pour C++ ;
- GobjC pour Objective-C ;
- GobjC++ pour Objective C++ ;
- GCJ pour Java ;
- GNAT pour Ada ;
- GFortran[3] pour Fortran ;
- gccgo pour Go ;
- gdc pour D[4].

Il existe de nombreux autres compilateurs basés sur GCC qui ne font pas partie de la distribution standard du projet GCC.

### Extensibilité par des greffons
Depuis la version 4.5 (et surtout 4.6), les compilateurs GCC sont extensibles par des greffons (« plugins »). Ceux-ci doivent être du logiciel libre et peuvent ajouter des passes d'optimisations, des pragmas, builtins ou attributs (mais ne peuvent pas étendre la syntaxe acceptée par GCC). Il existe quelques greffons pour GCC : Mozilla avait développé Tree Hydra (abandonné). gcc python plugin permet d'étendre GCC avec des scripts Python, notamment pour vérifier du code C pour Python. MELT est un langage spécifique, inspiré de Lisp pour étendre GCC.

### Débogage
GCC dispose également d'un outil de débogage, GNU Debugger (gdb). Bien que ne faisant pas partie de GCC, Valgrind est cependant préféré pour des tests plus en profondeur, notamment pour rechercher les fuites de mémoire.

### Portabilité
GCC a été porté sur un nombre considérable de systèmes d'exploitation (pratiquement toutes les variantes d'Unix, VMS, Windows et MS-DOS via DJGPP) et de microprocesseurs (AMD64, ARM, AVR, DEC Alpha, M68k, MIPS, PowerPC, SPARC, x86, Hitachi H8).

### Limitations
GCC, pour le langage C, ne prend pas en charge les identificateurs Unicode.

## Histoire
Richard Stallman commence ses développements avec le langage de programmation Pastel, un « dialecte » non portable de Pascal. Une première version est ainsi utilisable dès juin 1984. Ce langage s'inspire en partie du compilateur Pastel, mais aussi du compilateur portable de l'université de l'Arizona.
Il écrit un nouveau compilateur C ANSI à partir du printemps 1986, puis, avec l'aide de Len Tower et sous l'égide de la Free Software Foundation, il distribue une première version bêta le 22 mars 1987, et la première version stable deux mois plus tard. À la fin des années 1980, GCC supporte déjà près d'une douzaine d'architectures ; Michael Tiemann apparaît alors comme le plus actif avec six ports réalisés à lui seul. Il est même crédité du support natif du langage C++ dès la fin 1987, faisant du compilateur GNU le premier à supporter ce langage. Michael Tiemann délaisse progressivement le projet au début des années 1990 par manque de temps dû à ses activités au sein de la société Cygnus Solutions.
En 1992, la version 2.0 apporte en plus des nombreuses optimisations, un support stable du langage C++. Le projet semble alors entrer dans une nouvelle ère communément appelée « les années Cygnus ». Cette période débute par un processus de transition de la version 1.42 vers la nouvelle mouture.
En 1997, un groupe de développeurs trouve le modèle de développement lent et peu propice aux améliorations, ils décident alors de faire un fork du projet et le nomment EGCS (pour « Experimental/Enhanced GNU Compiler System »). À la suite des nombreuses améliorations réalisées, EGCS et GCC sont réunis en avril 1999, la première version publiée est la 2.95.
GCC suit de près l'évolution de la normalisation des langages, et parfois même la précède ; ainsi certaines des fonctionnalités de la norme C99 étaient déjà présentes avant la publication officielle.
GCC est aujourd'hui le compilateur le plus utilisé dans la communauté des logiciels libres et est le compilateur de nombre de systèmes d'exploitation, comme GNU/Linux, NetBSD, OpenBSD, NeXTSTEP ou encore BeOS/Haiku. A noter que FreeBSD utilise exclusivement Clang/LLVM depuis la version 13.0 et macOS depuis la version 5.0 de Xcode pour des problèmes de licence.

### Versions
Les versions sont fixées par le GCC Steering Committee. Voici les dates de sortie des dernières versions principales :
| Version | Date de sortie   |
| ------- | ---------------- |
| 3.0     | 18 juin 2001     |
| 3.1     | 15 mai 2002      |
| 3.2     | 14 août 2002     |
| 3.3     | 13 mai 2003      |
| 3.4     | 18 avril 2004    |
| 3.4.6   | 6 mars 2006      |
| 4.0     | 20 avril 2005    |
| 4.0.4   | 31 janvier 2007  |
| 4.1     | 28 février 2006  |
| 4.1.2   | 13 février 2007  |
| 4.2     | 13 mai 2007      |
| 4.2.4   | 19 mai 2008      |
| 4.3     | 5 mars 2008      |
| 4.3.5   | 22 mai 2010      |
| 4.4     | 21 avril 2009    |
| 4.4.5   | 1er octobre 2010 |
| 4.5     | 14 avril 2010    |
| 4.5.1   | 31 juillet 2010  |
| 4.5.2   | 16 décembre 2010 |
| 4.6     | 25 mars 2011     |
| 4.7     | 22 mars 2012     |
| 4.8     | 22 mars 2013     |
| 4.9     | 22 avril 2014    |
| 5.1     | 22 avril 2015    |
| 5.2     | 16 juillet 2015  |
| 5.3     | 4 décembre 2015  |
| 5.4     | 3 juin 2016      |
| 6.2     | 22 août 2016     |
| 6.3     | 21 décembre 2016 |
| 7.1     | 2 mai 2017       |
| 7.2     | 14 août 2017     |
| 7.3     | 25 janvier 2018  |
| 8.1     | 2 mai 2018       |
| 8.2     | 14 juillet 2018  |
| 8.3     | 22 février 2019  |
| 9.1     | 25 avril 2019    |
| 9.2     | 12 août 2019     |
| 9.3     | 12 mars 2020     |
| 10.1    | 7 mai 2020       |
| 10.5    | 7 juillet 2023   |
| 11.2    | 28 juillet 2021  |
| 11.4    | 29 mai 2023      |
| 13.1    | 26 avril 2023    |
| 13.2    | 27 juillet 2023  |
| 14.1    | 7 mai 2024       |
| 15.1    | 25 avril 2025    |

## Syntaxe

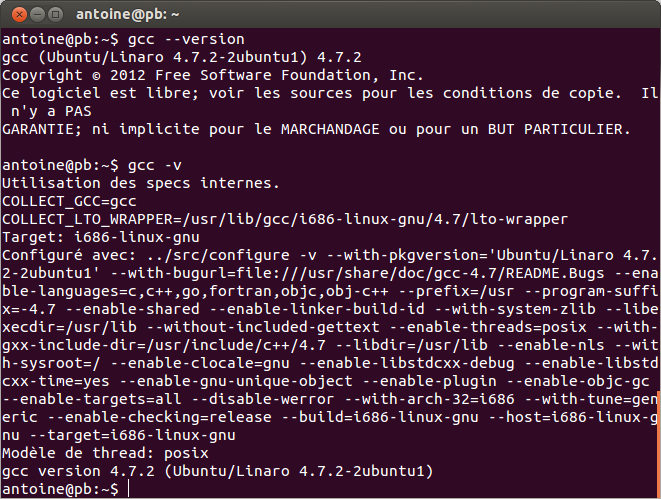
Utilisation de GCC 4.7.2 en ligne de commande sous Ubuntu.

La syntaxe de base utilisée par les compilateurs de GCC est :
```
 
gcc
 
fichierSource.c
 
-o
 
binaire

```

Pour utiliser des bibliothèques, la syntaxe est la suivante :
```
 
gcc
 
fichierSource.c
 
-o
 
binaire
 
-l
''
bibliothèque
''

```

De nombreuses options (passées en paramètre) permettent d'agir sur la compilation. GCC est souvent utilisé dans les makefile par le programme make.
Des options particulièrement utiles sont -O1 ou -O2 pour demander au compilateur d'optimiser, -Wall pour lui demander presque tous les messages d'avertissements, -g pour la génération d'information de déboguage, -c pour la génération d'un fichier objet (sans édition de liens).

## Compilateurs inclus

### GFortran
À la demande de très nombreux utilisateurs scientifiques, à partir de sa version 4, GCC compile le Fortran,. Depuis la version 5, via OpenACC, la compatibilité avec le langage Fortran a été améliorée et la version 6 a été considérablement améliorée. En juillet 2020, GFortran implémentait presque intégralement la norme Fortran 2008 et environ 20 % de la norme Fortran 2018. Le développement du compilateur par des utilisateurs volontaires continue et chaque nouvelle version de GCC intègre un meilleur support des dernières normes du langage et des corrections de bogues.
GFortran ne gère pas de façon native la programmation parallèle avec les co-tableaux (coarrays) mais nécessite l'installation de la bibliothèque OpenCoarrays.